# Фредрик Т. Олсон
Фредрик Т. Олсон (на шведски: Fredrik T. Olsson) е шведски сценарист, театрален режисьор, стендъп комик и писател, автор на произведения в жанра трилър.

## Биография и творчество
Фредрик Т. Олсон е роден на 1 ноември 1969 г. в Гьотеборг, Швеция. Започва да пише от училищна възраст и участва в гимназиалните театрални постановки.
Напуска следването си за графичен дизайнер в началото на 90-те и се мести в Стокхолм, за да стане актьор. Но бързо се увлича да пише сценични пиеси и скечове, оставяйки на заден план сценичните си изяви, макар да продължава да работи като режисьор на театрална трупа и стендъп комик. Става утвърден сценарист, автор на сценарии за филми и телевизия, работейки в различни жанрове от комедия до трилър.
Първият му роман „Краят на веригата“ от поредицата „Уилям Сандберг“ е издаден през 2014 г. В историята надарената лингвистка Джанин изчезва в Амстердам, в Берлин умира бездомник, а в Стокхолм 55-годишният Уилям Сандбърг, някога уважаван военен криптолог, е отвлечен. Безименна, свръхсекретна организация иска от него да открие катастрофалните пророчества, скрити в човешкото ДНК, преди да е станало твърде късно. Съпругата му тръгва да го търси и се присъединява към еклектичен състав от лица в мистериозен замък в Алпите. Романът става бестселър. Правата му за екранизация са взети от Уорнър Брос.
Фредрик Т. Олсон живее в Стокхолм.

## Произведения

### Поредица „Уилям Сандберг“ (William Sandberg)
1. Slutet pà kedjan (2014)[1][2][3][5]
Краят на веригата, изд.: ИК „Бард“, София (2015), прев. Милко Стоименов
2. Et Vågent Øje (2017)

### Филмография и екранизации
- 2003: Para§raf 9 – тв сериал, 8 епизода
- 2004: Kvinnor emellan – тв сериал, 10 епизода
- 2004: Skeppsholmen – тв сериал, 13 епизода (39 – 52)
- 2006: Brandvägg – тв минисериал, 2 епизода
- 2007: Torpedo – тв минисериал, 4 епизода
- 2007: Svensson Svensson – тв минисериал, 2 епизода
- 2007: Ett gott parti – тв минисериал, 5 епизода
- 2009: Johan Falk: Vapenbröder – видео
- 2009: Johan Falk: Leo Gaut – видео
- 2009: Johan Falk: De fredlösa – видео
- 2013: Den fördömde – тв сериал, 1 епизод
- 2015: Jordskott – тв сериал, 10 епизода
- 2008 – 2018: Maria Wern – тв сериал, 22 епизода
- 2018: Conspiracy of Silence – тв сериал, 8 епизода
- 2022: Агент Хамилтън, Hamilton – тв сериал, 6 епизода